# Eleição municipal de Maranguape em 2016
A eleição municipal da cidade brasileira de Maranguape em 2016 ocorreu em 2 de outubro para eleger um prefeito, um vice-prefeito e membros da Câmara de Vereadores. O prefeito e candidato à reeleição, Átila Câmara, do PSD, teve a candidatura invalidada pelo Regional Tribunal Eleitoral, porém continuou na disputa. O ex-prefeito Marcelo Silva, do PV, foi punido por fazer a convenção partidária fora do prazo.
Além das candidaturas anuladas, houve uma desistência: Regina Valentim, do PCdoB, abriu mão da candidatura para apoiar João Paulo Xerez, do PHS, que, além de ter sido o único prefeitável apto a disputar o pleito, foi um dos prefeitos mais jovens do Brasil a se eleger, com 23 anos de idade.

## Candidatos
| Nº | Candidato(a) (em ordem alfabética) | Partido | Vice-candidato(a)        | Coligação                                                                           |
| -- | ---------------------------------- | ------- | ------------------------ | ----------------------------------------------------------------------------------- |
| 31 | João Paulo Xerez                   | PHS     | Habraão Ramos (PR)       | "Somos Todos Maranguape" (PHS, PR, PPS, PT, PTC, PSL, SD)                           |
| 43 | Marcelo Silva                      | PV      | Márcio Costa (PV)        | Partido não coligado                                                                |
| 55 | Átila Câmara                       | PSD     | Dr. Marcelo Girão (PSDB) | "Para Maranguape Seguir em Frente" (PSD, PDT, PMN, PMB, PEN, PTdoB, PSDB, PTN, DEM) |
| 65 | Regina Valentim                    | PCdoB   | Rogaciano Marçal (PMDB)  | "Cresce Maranguape" (PCdoB, PRB, PMDB, PP)                                          |

## Resultados

### Prefeito[3]

#### Primeiro turno
| Partido | Partido | Candidato        | Votos  | Votos (%) |
| ------- | ------- | ---------------- | ------ | --------- |
|         | PHS     | João Paulo Xerez | 33,634 | 100%      |
|         | PSD     | Átila Câmara     | 0      | 0%        |
|         | PV      | Marcelo Silva    | 0      | 0%        |
|         | PCdoB   | Regina Valentim  | 0      | 0%        |
| Totais  | Totais  | Totais           | 33,634 |           |
| Fonte:  |         |                  |        |           |

### Vereadores eleitos[5]
Foram eleitos 19 vereadores para compor a Câmara Municipal de Maranguape.
| Candidato(a)     | Partido | Votação     | Votação |
| Candidato(a)     | Partido | Porcentagem | Total   |
| ---------------- | ------- | ----------- | ------- |
| Alana            | PHS     | 3,94%       | 2.461   |
| Nicola Cordeiro  | PSD     | 2,87%       | 1.794   |
| Kássio Rogaciano | PCdoB   | 2,84%       | 1.775   |
| Dr. Nazareno     | PDT     | 2,32%       | 1.450   |
| João Alves       | PSD     | 2,30%       | 1.437   |
| Dr. Hermano      | PTB     | 2,25%       | 1.404   |
| Tom do Sindicato | PMN     | 2,22%       | 1.388   |
| Evaldo Batista   | PMB     | 2,20%       | 1.372   |
| Valber Menezes   | PSD     | 2,05%       | 1.282   |
| Nojoza           | PMN     | 1,90%       | 1.188   |
| Diego de Castro  | PSL     | 1,89%       | 1.177   |
| Arlindo Mota     | PTB     | 1,79%       | 1.117   |
| Dandan           | PSDB    | 1,76%       | 1.099   |
| Lourenço Filho   | PSD     | 1,76%       | 1.096   |
| Neto Girão       | PP      | 1,73%       | 1.082   |
| Ernando Xavier   | PMB     | 1,63%       | 1.017   |
| Dema             | PEN     | 1,58%       | 984     |
| Eliziário        | PEN     | 1,51%       | 941     |
| Cristiano        | PHS     | 0,69%       | 432     |